# 罗梅县
罗梅县，一译罗铭赫县，是柬埔寨柴桢省下辖的一个县。柬埔寨华人称其为丙皆瑶县。
据1998年人口普查，此县共有111,505人。
这里是已故国民议会议长谢辛的故乡。